# 亞塞拜然國家檔案部
阿塞拜疆國家檔案部位於亞塞拜然首都巴庫，於2002年12月2日由總統令第816號成立，其章程於2003年9月27日由時任亞塞拜然總統蓋達爾·阿利耶夫批准。阿塞拜疆國家檔案部負責管理亞塞拜然的國家檔案館系統，目前包括6座國家檔案館、15座地方檔案館、納希切萬自治共和國國家檔案館，以及55座城市檔案館。

## 外部連結
- 官方网站